# 유위 (난기후)
유위(劉位, ? ~ ?)는 전한 말기의 제후로, 노안왕의 현손이다.

## 생애
아버지 유가의 뒤를 이어 난기후(蘭旗侯)에 봉해졌으나, 전한이 멸망하여 작위가 박탈되었다.

## 출전
- 반고, 《한서》 권15하 왕자후표 下

| 선대 아버지 난기희후 유가 | 전한의 난기후 ? ~ 8년 | 후대 (전한 멸망) |